# ريك ووكر
ريك ووكر (بالإنجليزية: Rick Walker)‏ هو لاعب كرة قدم أمريكية أمريكي، ولد في 28 مايو 1955 في Marine Corps Air Station Cherry Point ‏ في الولايات المتحدة.

## وصلات خارجية
- ريك ووكر على موقع مرجع كرة القدم المحترفة.كوم (الإنجليزية)